# 村山庄三
村山 庄三（むらやま しょうぞう、1938年4月19日 - 2024年5月31日）は、日本の脚本家。

## 人物
東京出身。早稲田大学卒業。
1970年代のテレビドラマ、テレビアニメの脚本を担当。
TBSドラマや大映ドラマ、東映特撮「仮面ライダーシリーズ」を多数手掛けた。
2024年5月31日、死去。86歳没。

## 主な作品

### テレビドラマ
- なんたって18歳!（1972年、TBS / 大映テレビ室） - 脚本
- 超人バロム・1 第31話「魔人カミゲルゲは悪魔をつくる!!」（1972年、YTV / 東映） - 脚本
- どっこい大作（1973年、NET / 東映） - 脚本
- ママはライバル（1973年、TBS / 大映テレビ室） - 脚本
- ニセモノご両親（1973年、TBS / 大映テレビ） - 脚本
- ウルトラマンタロウ 第21話「東京ニュータウン沈没」（1973年、TBS / 円谷プロ） - 原案
- ラブラブ・ライバル（1973年 - 1974年、TBS / 大映テレビ） - 脚本
- 仮面ライダーシリーズ（MBS / 東映） - 脚本
  - 仮面ライダーX（1974年）
  - 仮面ライダーアマゾン（1974年 - 1975年）
  - 仮面ライダーストロンガー（1975年）
- ブラザー劇場 / 刑事くん 第3部（1974年 - 1975年、TBS / 東映） - 脚本
- ザ・カゲスター（1976年、NET / 東映） - 脚本
- 怪人二十面相（1977年、CX / 大映テレビ） - 脚本
- 新・夜明けの刑事（1977年、TBS / 大映テレビ） - 脚本
- 激走!ルーベンカイザー（1977年 - 1978年、ANB / 東映 / 大広） - 脚本 ※アニメ作品